# José Antonio de Donostia

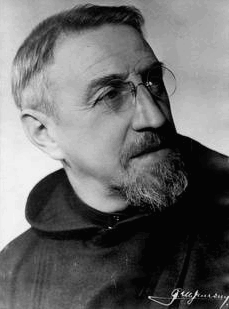
Vater Donostia

José Antonio de Donostía (* 10. Januar 1886 in San Sebastián, Spanien; † 30. August 1956 in Lecároz, Navarra), eigentlich José Gonzalo Zulaica, bekannt auch als Aita Donostía (Padre Donostía bzw. Padre San Sebastian nach seiner Heimatstadt), war ein baskischer Franziskanerpater, Musikwissenschaftler und Komponist. Er beschäftigte sich zeit seines Lebens intensiv mit der baskischen Volksmusik und verfasste mehrere wichtige Abhandlungen darüber. Von 1936 bis zum Jahr 1943 lebte er in Frankreich im Exil.
Sein bekanntestes kompositorisches Werk sind die „Preludios vascos“, fünfzehn romantisch anmutende, von baskischer Folklore bestimmte Klavierwerke im Stil von Edvard Grieg oder Robert Schumann.